# Рипа ди Фањано Алто
Рипа ди Фањано Алто (итал. Ripa) је насеље у Италији у округу Л'Аквила, региону Абруцо.
Према процени из 2011. у насељу је живело 93 становника. Насеље се налази на надморској висини од 747 м.